# Gaudencia de Roma
 Santa Gaudencia mártir o Gaudencia de Roma está reconocida por la Iglesia católica como santa, virgen y mártir.
El Martirologio Romano celebra su onomástica el 30 de agosto.
El Martirologio Jerominiano (Martyrologium Hieronymianum en latín), aparecido en la primera mitad del siglo VI,  dice que el 30 de agosto aparece, tras algunos mártires romanos, esta leyenda:
Gaudentiae virginis et aliorum trium. ("Gaudencia virgen y otros tres").
Esta es la única mención antigua que se conoce de Gaudencia. Algunos autores consideran que no se trata de una mártir romana, sino que procede de un error de transcripción del copista y que, en realidad, debería ser identificada con la mártir romana Cándida.
En la región de Emilia Romaña, provincia de Rávena,  (Italia), proveniente de las catacumbas de Ciríaca (Roma), se venera desde 1796 el cuerpo santo de Gaudencia. Está instalado en la iglesia conventual del monasterio capuchino de San Juan, en la localidad de Bagnacavallo. Es la patrona del noviciado y su festividad la celebran todos los 30 de agosto.